# 北後谷
北後谷（きたうしろや）は、埼玉県越谷市の大字。郵便番号は343-0854。

## 地理
埼玉県の東部地域で、越谷市の西部に位置する。東側で谷中町、南側で新川町 (越谷市) 西側で西新井、北側で神明町 (越谷市)と隣接する。 
地区の北側で国道463号越谷浦和バイパス沿線に飛び地があり、その北側で小曽川の飛地や南荻島のほか、その西側でさいたま市岩槻区釣上とも隣接する。地内の南部に運動公園が造成され、北部や飛地に集落があるが、大部分は水田などの農地である。

### 河川
- 末田用水
- 出羽堀

## 歴史
かつては後谷村だった。明治期に南後谷と区別するため北後谷村となる。
- 1889年（明治22年）4月1日 - 町村制施行により、南荻島村、小曽川村、野島村、砂原村、北後谷村、西新井村、長島村が合併し、南埼玉郡荻島村の大字北後谷となる。
- 1954年（昭和29年）11月3日 - 南埼玉郡越ヶ谷町、大沢町、新方村、桜井村、大袋村、出羽村、蒲生村、大相模村、増林村と合併し、越谷町の大字となる。
- 1958年（昭和33年）11月3日 - 越谷町が市制施行し、越谷市の大字となる。
- 1972年（昭和47年）11月1日 - 大字北後谷の一部が新川町に編入。

## 世帯数と人口
2022年（令和4年）3月1日現在の世帯数と人口は以下の通りである。
| 町丁   | 世帯数  | 人口  |
| ------ | ------- | ----- |
| 北後谷 | 169世帯 | 408人 |

## 小・中学校の学区
市立小・中学校に通う場合、学区（校区）は以下の通りとなる。
| 番地 | 小学校             | 中学校           |
| ---- | ------------------ | ---------------- |
| 全域 | 越谷市立荻島小学校 | 越谷市立西中学校 |

## 交通

### 鉄道
地域内に鉄道は敷設されていない。最寄り駅は武蔵野線・埼玉高速鉄道東川口駅、もしくは東武伊勢崎線（東武スカイツリーライン）越谷駅となっている。

### 道路
- 国道463号越谷浦和バイパス（飛地）
- 西新井通り
- 荻島仲良し通り（飛地）

## 施設
- 県民健康福祉村
- 北前自治会館
- 越谷防災基地
- 西部配水場
- 北後谷稲荷神社 - 地内の1691番地−1（飛地）に鎮座する。
- 北前稲荷神社 - 地内の377番地−1に鎮座していたが、2019年頃に取り壊され、更地となった。境内にあった石仏は西側に鎮座する西新井の石神井神社に移された。
- 埼玉県越谷防災基地
- 根郷自治会館（飛地）